# Asteralobia clematidis
Asteralobia clematidis är en tvåvingeart som beskrevs av Fedotova 2002. Asteralobia clematidis ingår i släktet Asteralobia och familjen gallmyggor. Inga underarter finns listade i Catalogue of Life.